# Corydalis pumila
Corydalis pumila — вид квіткових рослин родини макових (Papaveraceae). Ареал: Албанія, Австрія, Корсика, Чехія, Словаччина, Данія, Німеччина, Греція, Угорщина, Італія (у т. ч. Сардинія), Норвегія, Польща, Румунія, Швеція, Словенія, Хорватія, Чорногорія, Сербія, Косово.

## Середовище проживання
Росте в дібровах і змішаних листяних лісах (переважно дубово-грабових) на поживних перегнійних ґрунтах. Рідше населяє тернисті чагарники та чагарники ліщини.

## Морфологічна характеристика
Стебло пряме чи дугове, 6–20 см заввишки, росте з малої підземної бульби. Листки (2–4) довгочерешкові, 2-х трійчасті, округло-трикутні в обрисі. Суцвіття — китиця з 3–6(15) квітками. Приквітки відносно великі, ширококлинові, до 3–6 лопатей. Квітки брудно-світло-бузкові або світло-фіолетові, з більш світлим краєм до нижньої пелюстки, рідше всі білі. Шпора пряма або трохи загнута донизу на кінці. Плід — коробочка.